# São Gonçalokanaal

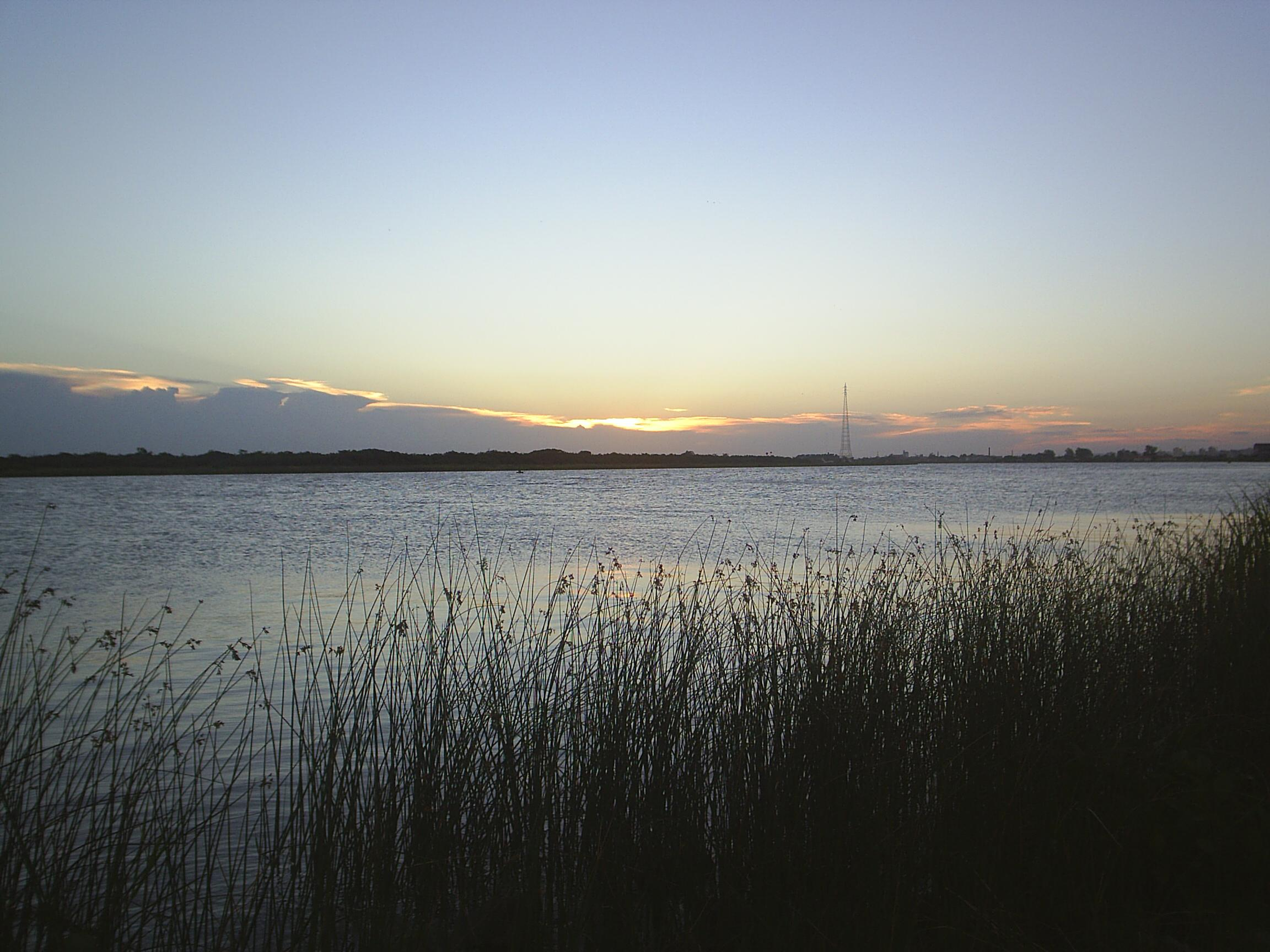
Het São Gonçalokanaal

Het São Gonçalokanaal is een 62-kilometer-lang kanaal tussen twee grote lagunes in de Braziliaanse deelstaat Rio Grande do Sul. Het kanaal verbindt het Merínlagune met Lagoa dos Patos. Verder is het ook de grens tussen de steden Pelotas en Rio Grande.
- Virtual International Authority File: 315526374